# Amphicallia bellatrix
Amphicallia bellatrix är en fjärilsart som beskrevs av Johan Wilhelm Dalman 1823. Amphicallia bellatrix ingår i släktet Amphicallia och familjen björnspinnare. Inga underarter finns listade i Catalogue of Life.